# Formation de Fur
La formation de Fur est une formation géologique marine située sur l'île de Fur dans la région du Limfjord au Danemark. Cette formation date de l'Yprésien, le plus ancien étage de l'époque de l'Éocène (ère Cénozoïque), il y a 55 à 49 Ma.

## Description

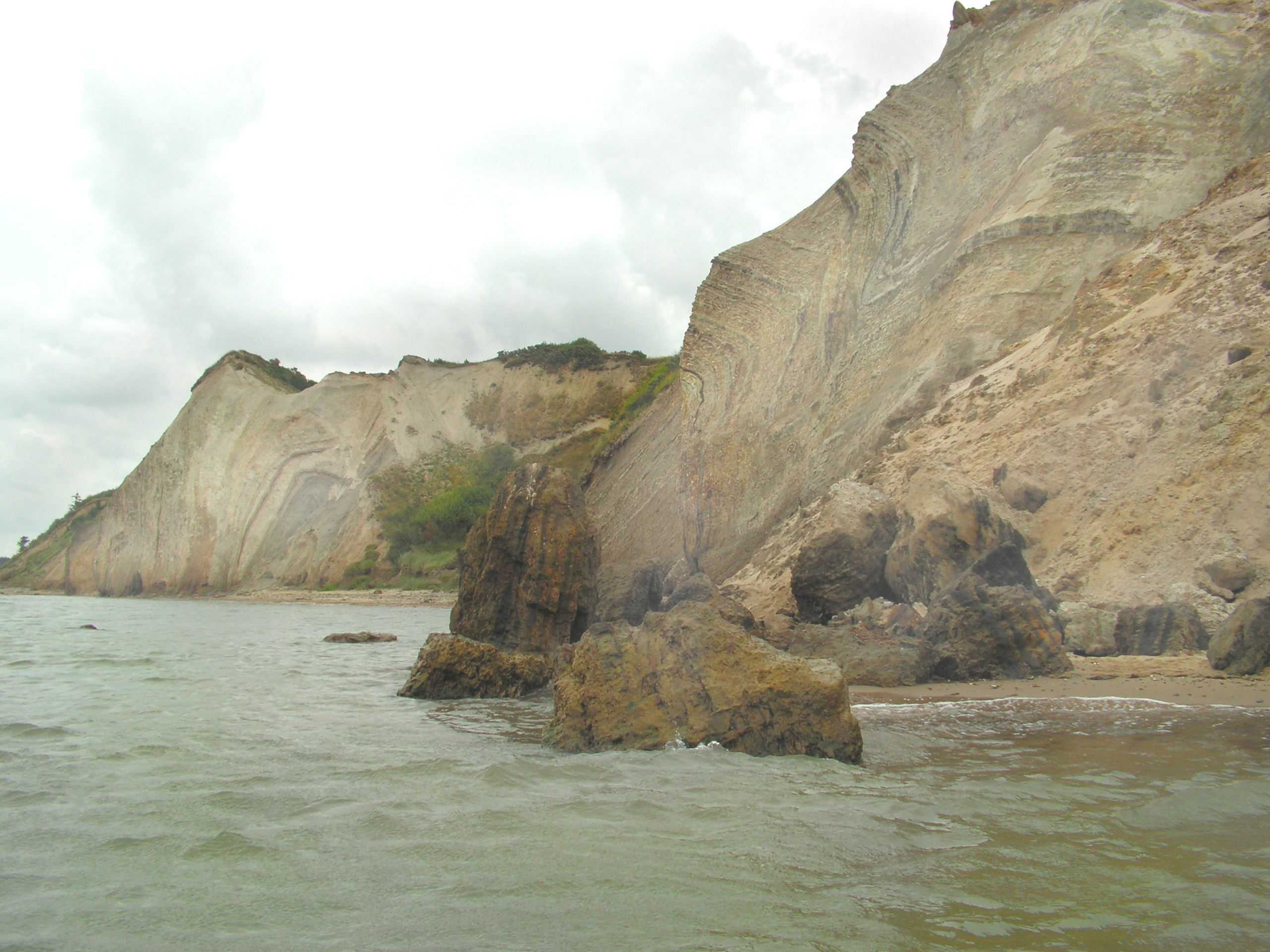
Falaise de l'île de Fur.

Cette formation est constituée par un mélange particulier pour environ deux tiers de squelettes pétrifiés d’algues siliceuses (diatomées et pour environ un tiers d’argile ; elle est dénommée « moler ». Le moler n’existe qu’aux environs des îles Fur et Mors au Danemark. C'est une succession de cendres volcaniques comprenant plus de 130 niveaux, aujourd'hui redressés presque à la verticale et formant les hautes falaises de la petite île danoise de Fur et apparaissant dans les carrières exploitant le moler.
Ces diatomées se sont déposées alors que le Danemark d’aujourd’hui était recouvert d’une mer subtropicale. C’est dans ces conditions que s’est formé ce mélange naturel dénommé moler.
De nombreuses intercalations foncées, composées de cendres volcaniques, sont visibles dans les sédiments de moler. Ces couches de cendres servent aujourd’hui à identifier les différents types de moler. Les falaises sont composées de Kieselguhr, une variété de diatomite, une roche sédimentaire siliceuse d'origine organique et fossile, se composant de restes fossilisés de diatomées, de bacillariophyta qui sont des microalgues unicellulaires, sur une hauteur de 60 mètres et de couches de cendres volcaniques d'une hauteur de 180 mètres.
Les couches renferment de très nombreux fossiles de poissons, insectes, reptiles, oiseaux et plantes. Cette faune et cette flore ont vécu au début de l'Éocène. L'ensemble de ces fossiles sont exposés au public dans le petit musée d'histoire naturelle de Fur Museum situé sur l'île de Fur.
L'activité glaciaire a plissé la formation de Fur. La cartographie très précise de la formation permet de comprendre les mouvements des glaciers à la fin de la dernière période glaciaire.
Le Danemark a demandé le classement au titre du patrimoine mondial les falaises de moler de la formation de Fur.

## Fossiles trouvés dans la formation de Fur

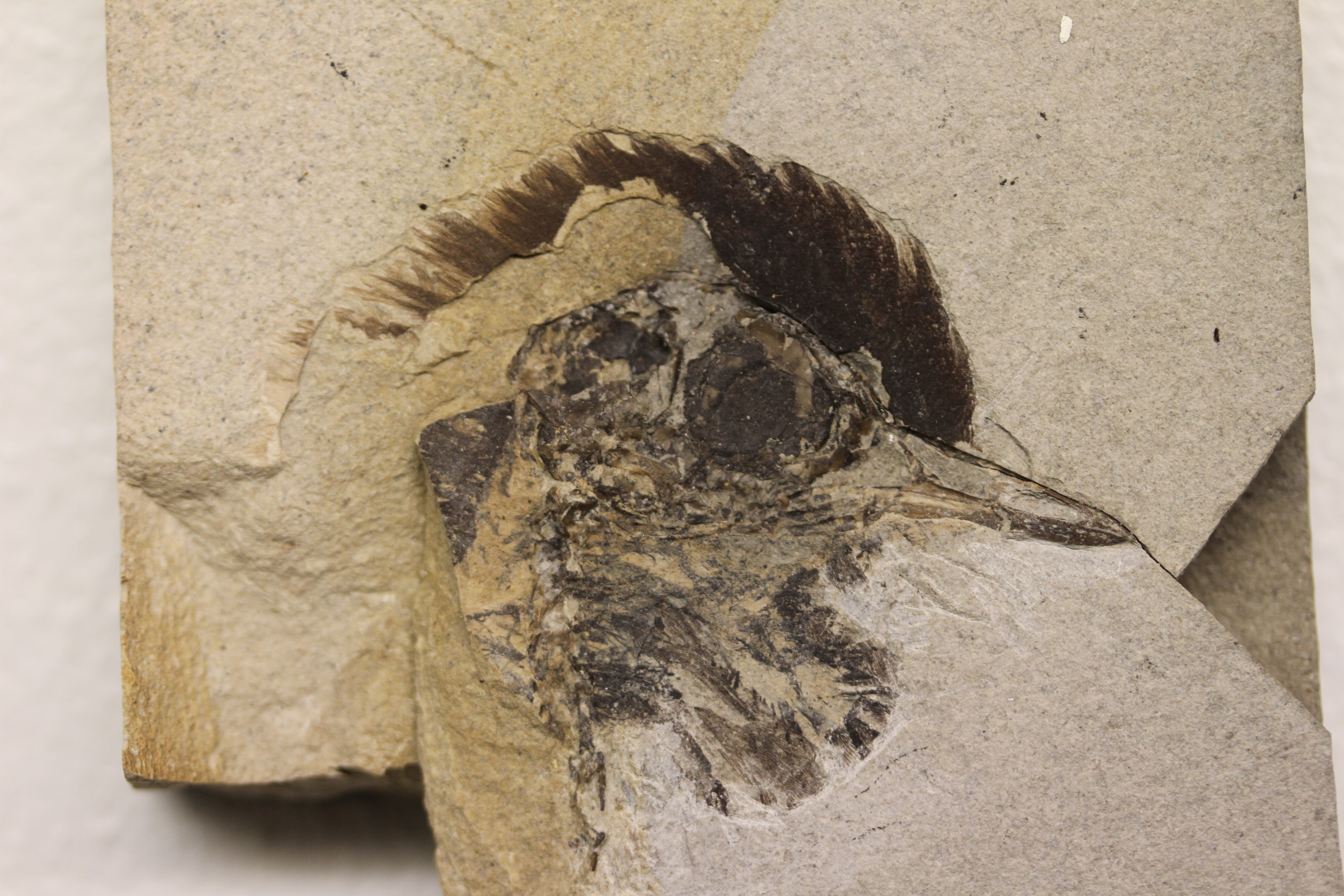
Tête d'oiseau.
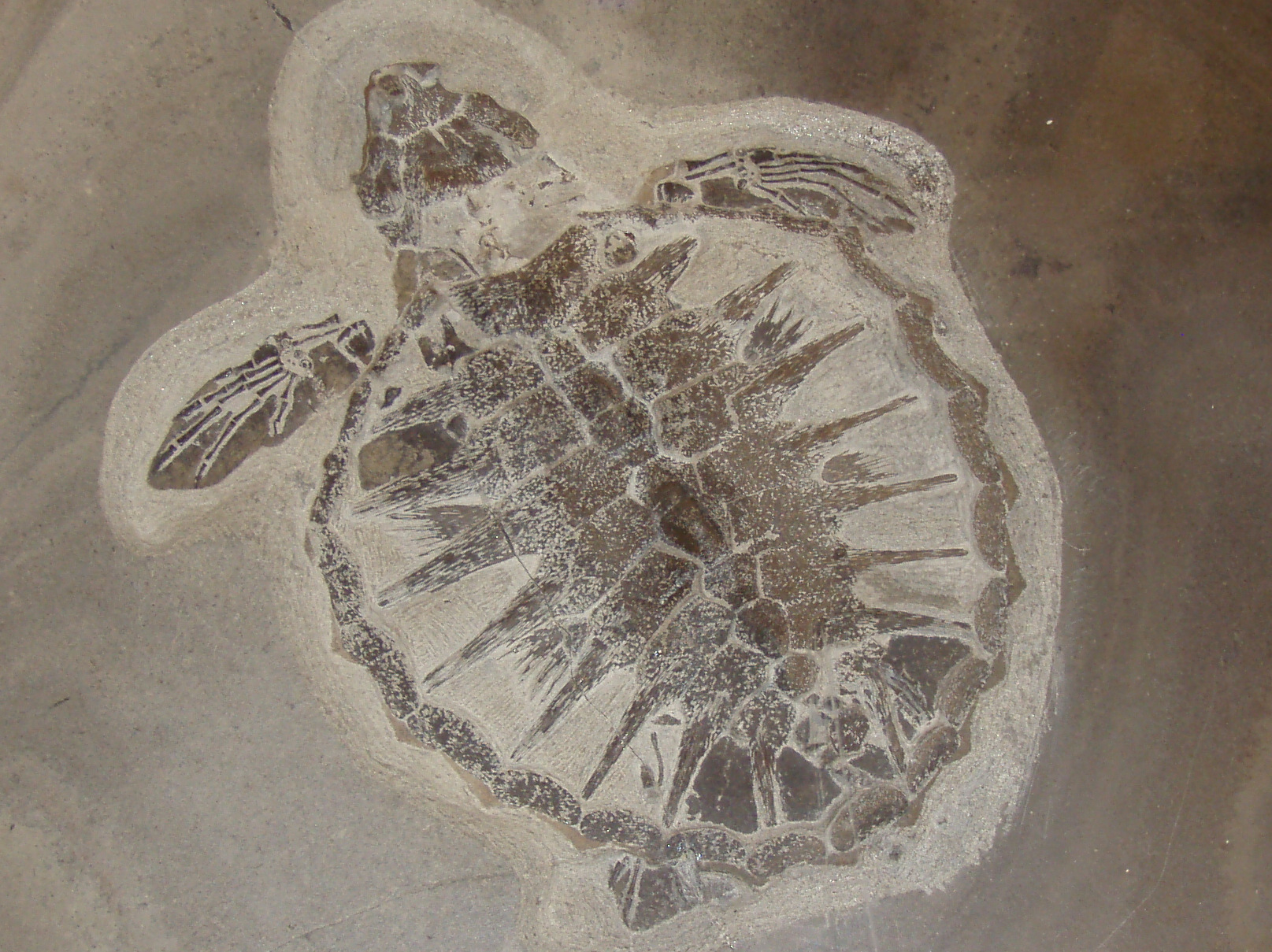
Tortue de mer.
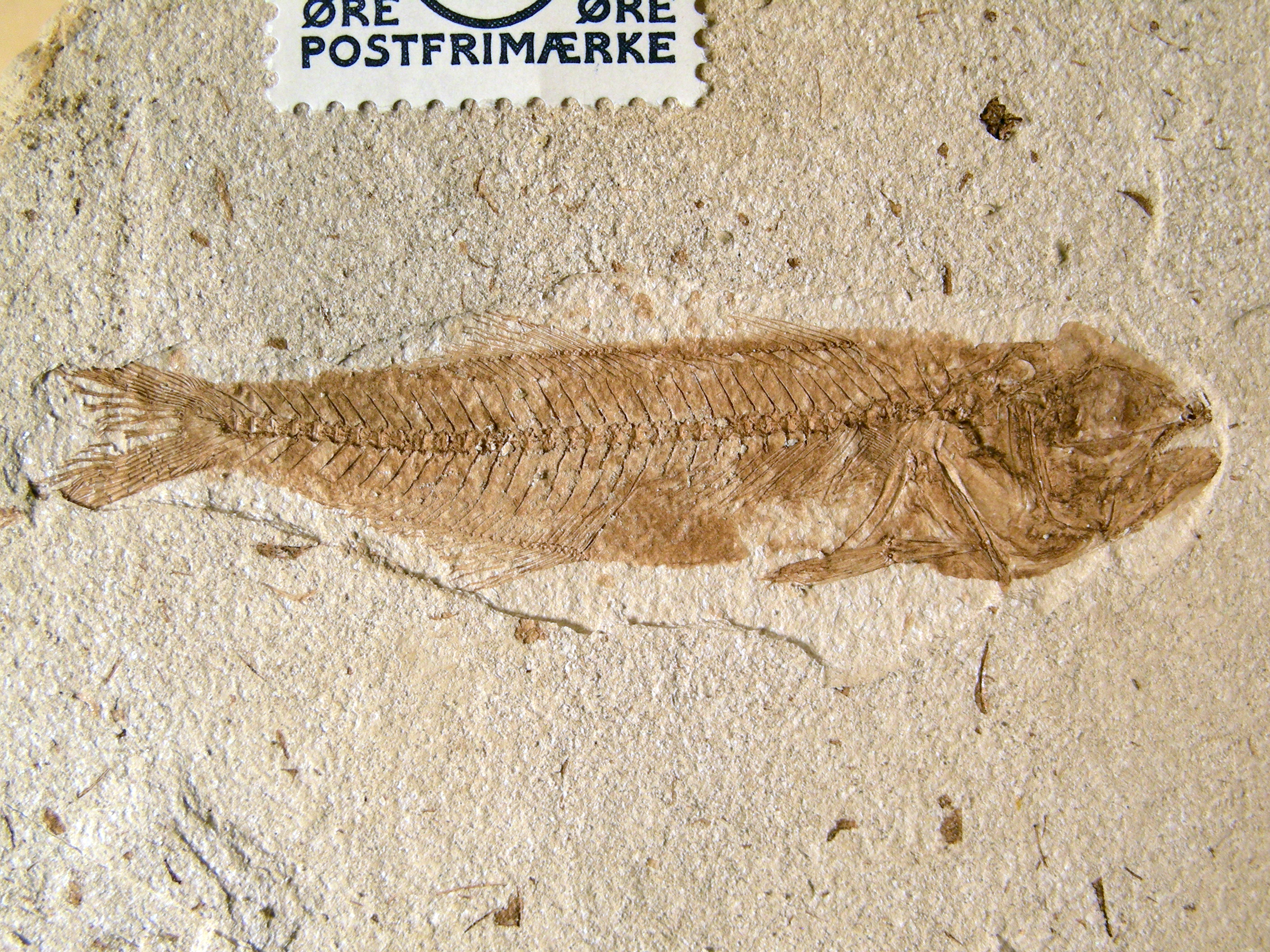
Poisson.
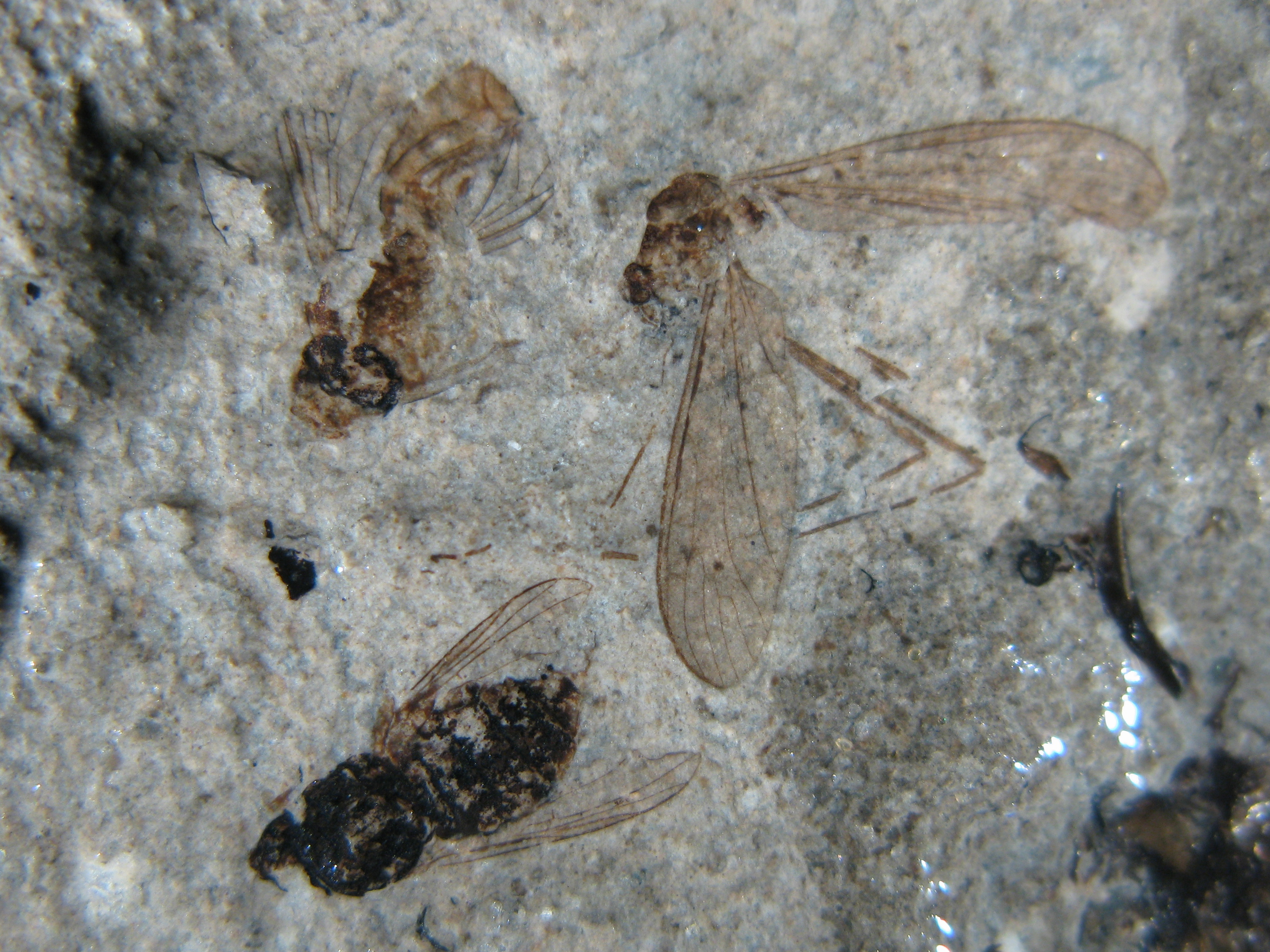
Insectes.
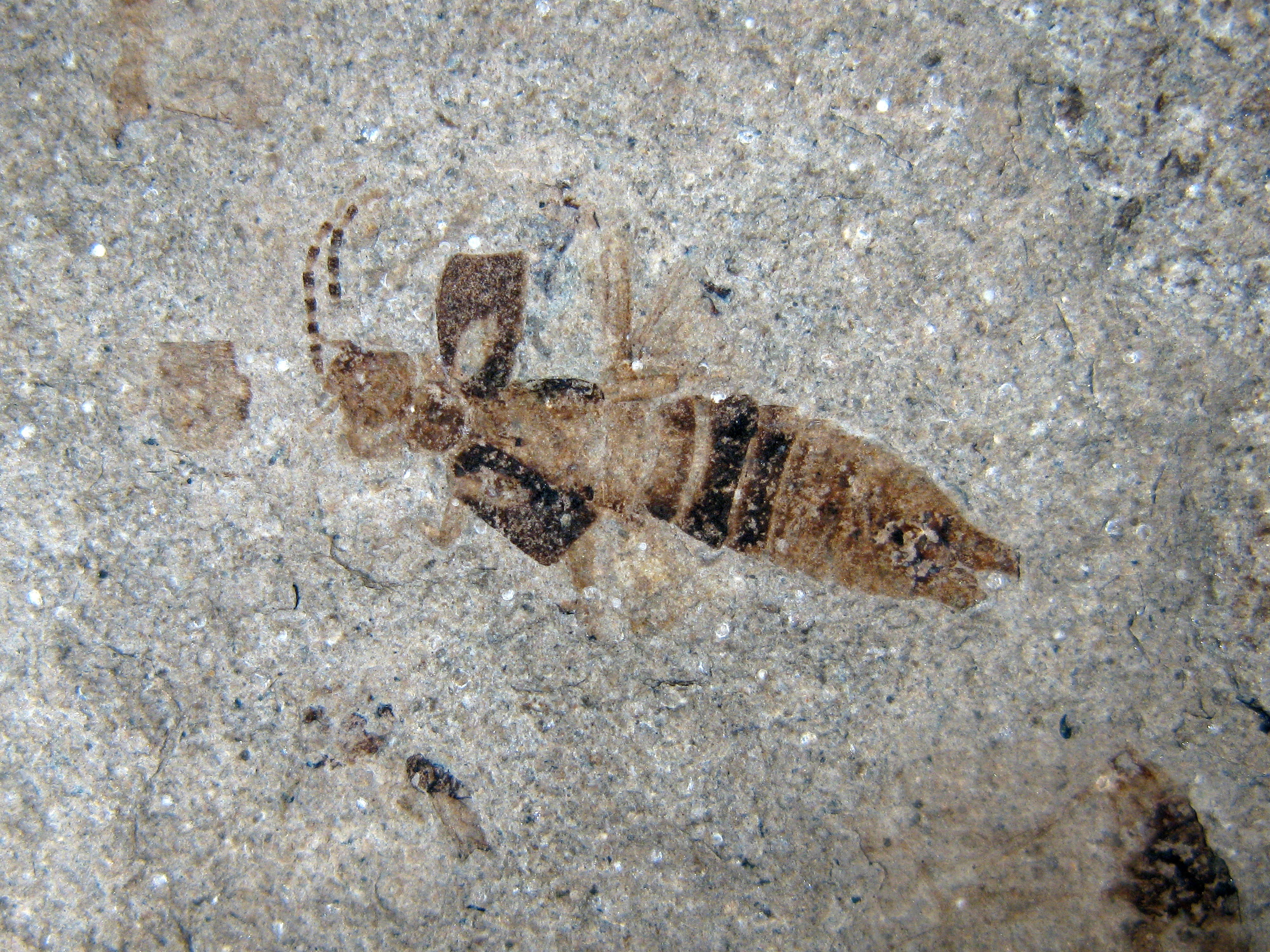
Forficula paleocaenica.
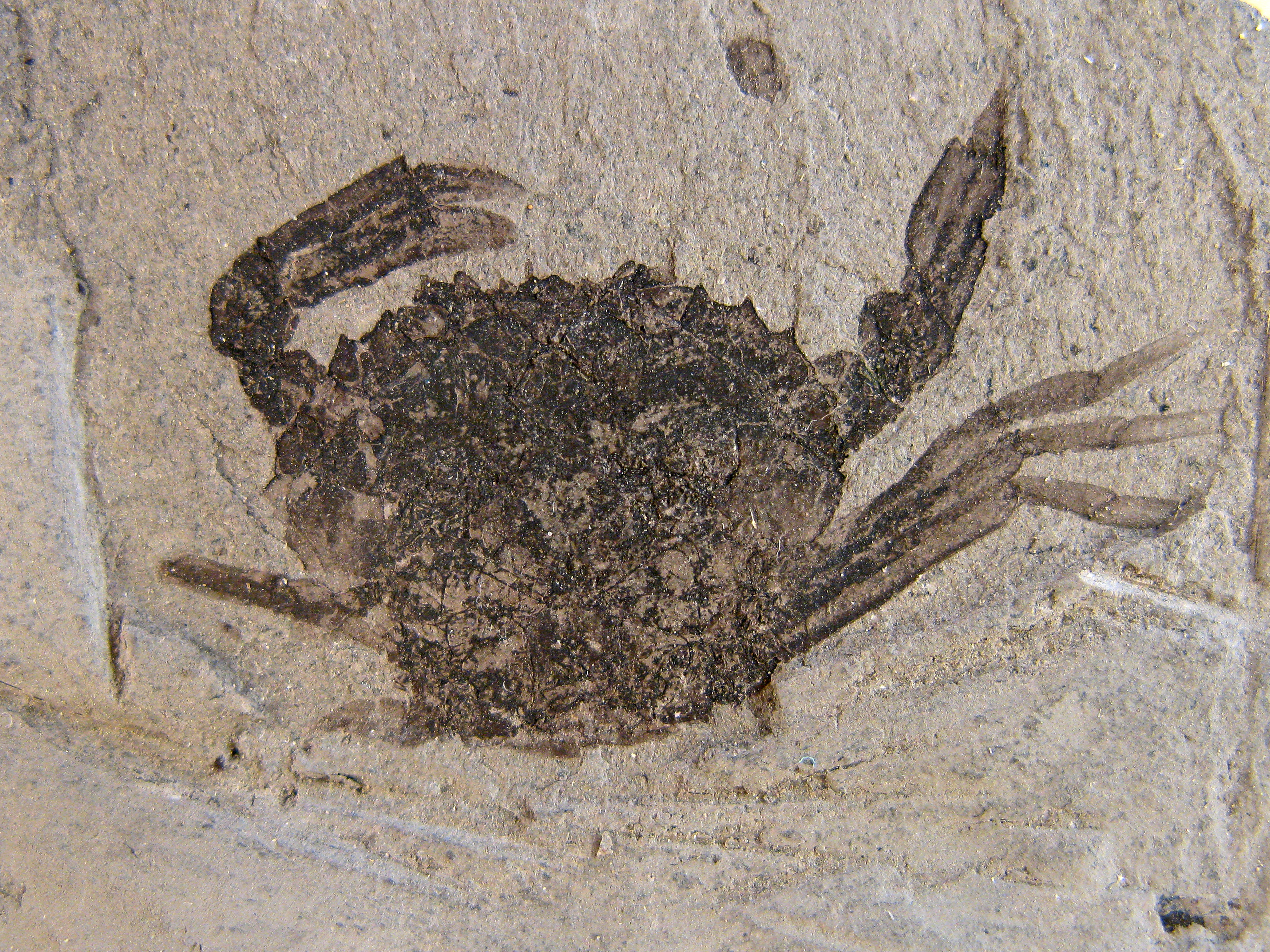
Crabe.
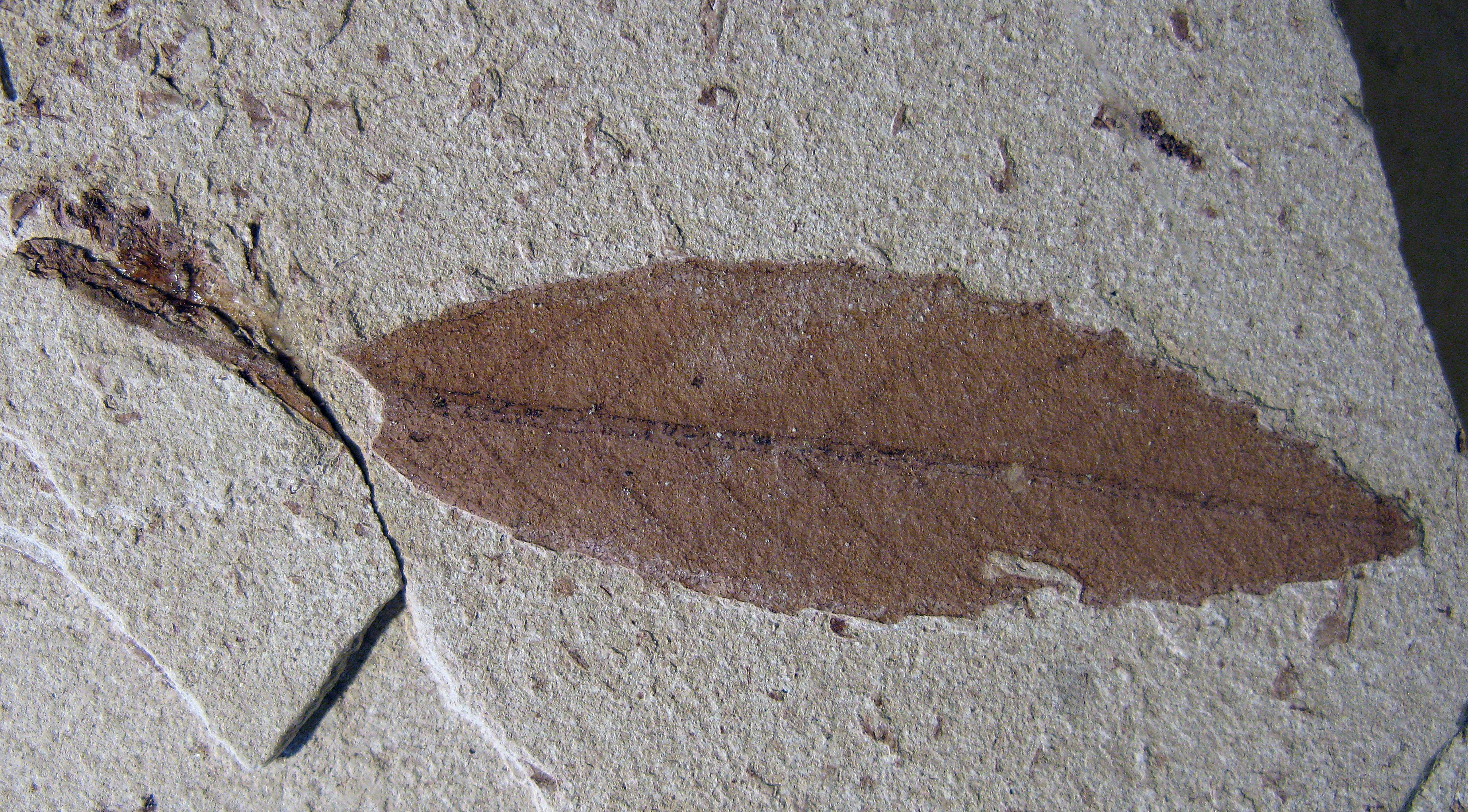
Feuille.